# Palmar curto

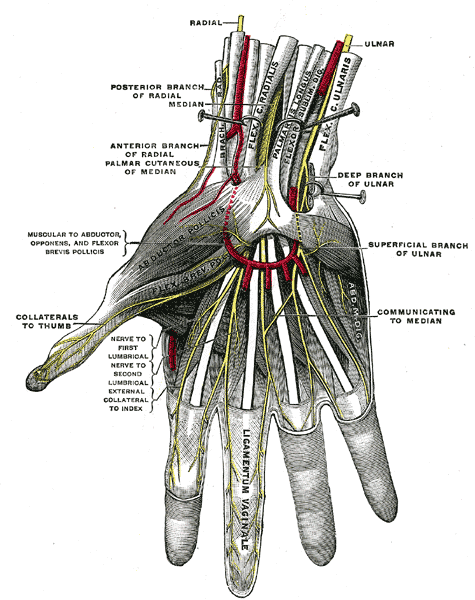
Nervos da palma da mão

Palmar Curto é um ramo do nervo ulnar, uma terminação do fascículo medial originado do troco inferior, sendo uma junção das raizes do segmento C8 e T1.

## Características
Inserção Proximal: Aponeurose palmar
Inserção Distal: Camada profunda da derme da emiência hipotenar
Inerveção: Nervo Ulnar (C8 e T1)
Ação: Pregas transversais na região hipotenar